# American Music Awards 1982
Die neunten American Music Awards wurden von der American Broadcasting Company (ABC) am 25. Januar 1982 ausgestrahlt. Die Veranstaltung fand im Shrine Auditorium in Los Angeles, Kalifornien statt. Moderatoren waren Glen Campbell, Donna Summer und Sheena Easton.

## Gewinner und Nominierte
| Kategorie                        | Gewinner                                                                | Nominierungen |
| -------------------------------- | ----------------------------------------------------------------------- | --- |
| Pop/Rock Category                |                                                                         | |
| Favorite Pop/Rock Male Artist    | Kenny Rogers                                                            | John Lennon Eddie Rabbitt Rick Springfield                                                                                         |
| Favorite Pop/Rock Female Artist  | Pat Benatar                                                             | Sheena Easton Juice Newton Dolly Parton                                                                                            |
| Favorite Pop/Rock Band/Duo/Group | Air Supply                                                              | AC/DC Pointer Sisters REO Speedwagon                                                                                               |
| Favorite Pop/Rock Album          | Kenny Rogers – Greatest Hits                                            | Foreigner – 4 John Lennon – Double Fantasy REO Speedwagon – Hi Infedility                                                          |
| Favorite Pop/Rock Song           | Lionel Richie & Diana Ross – Endless Love                               | Kim Carnes – Bette Davis Eyes REO Speedwagon – Keep On Loving You Rick Springfield – Jessie’s Girl                                 |
| Soul/R&B Category                |                                                                         | |
| Favorite Soul/R&B Male Artist    | Stevie Wonder                                                           | Larry Graham Rick James Smokey Robinson                                                                                            |
| Favorite Soul/R&B Female Artist  | Stephanie Mills                                                         | Chaka Khan Stacy Lattisaw Teena Marie                                                                                              |
| Favorite Soul/R&B Band/Duo/Group | Kool & The Gang                                                         | The Gap Band Ray Parker Jr. & Raydio The Whispers                                                                                  |
| Favorite Soul/R&B Album          | Rick James – Street Songs                                               | The Gap Band – The Gap Band III Quincy Jones – The Dude Stevie Wonder – Hotter Than July                                           |
| Favorite Soul/R&B Song           | Lionel Richie & Diana Ross – Endless Love                               | Smokey Robinson – Being With You Rick James – Give It to Me Baby Carl Carlton – She’s a Bad Mama Jama (She’s Built, She’s Stacked) |
| Country Category                 |                                                                         | |
| Favorite Country Male Artist     | Willie Nelson                                                           | Ronnie Milsap T.G. Sheppard Don Williams                                                                                           |
| Favorite Country Female Artist   | Barbara Mandrell                                                        | Emmylou Harris Anne Murray Dolly Parton                                                                                            |
| Favorite Country Band/Duo/Group  | The Oak Ridge Boys                                                      | Alabama Willie Nelson & Ray Price The Statler Brothers                                                                             |
| Favorite Country Album           | Kenny Rogers – Greatest Hits                                            | Alabama – Feels So Right Waylon Jennings – Greatest Hits Anne Murray – Anne Murray’s Greatest Hits                                 |
| Favorite Country Song            | Anne Murray – Could I Have This Dance Willie Nelson – On the Road Again | Alabama – Feels So Right Ronnie Milsap – (There’s) No Gettin’ Over Me                                                              |
| Ehrenpreis                       |                                                                         | |
| Stevie Wonder                    |                                                                         | |